# Стиллорган
Стиллорган (англ. Stillorgan; ирл. Stigh Lorgan) — пригород в Ирландии, находится в графстве Дун-Лэаре-Ратдаун (провинция Ленстер).
Местная железнодорожная станция была открыта 10 июля 1854 года, закрыта для товароперевозок в 1937 году и окончательно закрыта 1 января 1959 года.